# オペレーションサービス
オペレーションサービスは、公営競技場の運営や競技の判定機器の製造・販売・撮影を主な業務とする企業である。

## 概要
判定機器に関しては競艇ではトップシェアを誇っている。この実績をもとに競艇だけではなく、すべての公営競技場や場外発売所の総合運営を提案している会社である。

## 事業内容
オーバルプラン事業
競技場及び場外発売所運営に関する「システム・技術・情報・サービス」を一括して引き受け、競技場の運営をサポートする。
電子判定事業
判定機器の設計、製造、保守、運用までを一貫した体制で行う。
ボート・モーター整備事業部
競艇のボート・モーターの整備業務をサポートする。

## 関連企業
- 日本トーター
- ヤマト発動機
- 一般財団法人BOAT RACE振興会
- 一般財団法人日本モーターボート競走会
- 日本レジャーチャンネル